# قلعه ناگاهاما

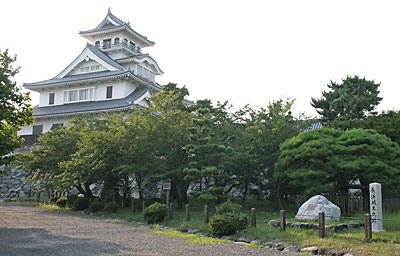
قلعه ناگاهاما

قلعه ناگاهاما (به ژاپنی: 長浜城 Nagahama-jō) یک قلعه ژاپنی است که در ناگاهاما، شیگا، استان شیگا، در ژاپن واقع شده است. این قلعه در سال ۱۵۷۵–۱۵۷۶ توسط هاشیبا هیده‌یوشی (تویوتومی هیده‌یوشی) ساخته شد.